# Penestragania hetera
Penestragania hetera är en insektsart som beskrevs av Blocker 1982. Penestragania hetera ingår i släktet Penestragania och familjen dvärgstritar. Inga underarter finns listade i Catalogue of Life.